# Mourasuchus
Mourasuchus sind ausgestorbene alligatorähnliche Reptilien aus der Familie der Alligatoridae. Sie lebten im Miozän Südamerikas und zeichneten sich vor allem durch ihre Größe von 12 Metern und ihre für Alligatorähnliche außergewöhnliche Ernährungsweise aus: Sie waren  Filtrierer.

## Beschreibung
Der Schädel wurde als entenähnlich beschrieben, also breit, flach und stark verlängert. Damit ähnelt er äußerlich stark dem von Stomatosuchus, einem weiteren bekannten ausgestorbenen Krokodilartigen. Seine Kiefer waren außerordentlich fragil, was mangels Beißkraft und Robustheit auf eine Ernährungsweise als Filtrierer hinweist. Größere, wehrhafte Beute kann das Tier unmöglich gerissen haben, da die Verletzungsgefahr zu hoch gewesen wäre. Mourasuchus wird sich vielseitiger ernährt haben, indem es sich von kleinen Fischen, Bodenlebewesen in Seen und Flüssen und filtrierten Nahrungspartikeln ernährte. Kein lebender Krokodilähnlicher kommt dieser Ernährungsweise nach.
Mourasuchus hatten Reihen von kleinen, konisch geformten Zähnen, die sich zu je 40 an jeder Seite von Ober- und Unterkiefer befanden. Diese waren ungewöhnlich lang und schlossen sehr dicht, sodass Wasser aus dem Maul gepresst werden konnte, ohne dass Nahrungsbestandteile und größeres Plankton entweichen konnten.

## Fundort und Lebensraum
Fossilien von Mourasuchus wurden in der Fitzcarrald Höhle in Peru gefunden. Zu seiner Zeit lebte es dort mit anderen gewaltigen Krokodiliern, wie etwa dem gewaltigen gharialähnlichen Gryposuchus und dem alligatorähnlichen Purussaurus, die beide 12 Meter groß werden konnten. In der Zeit des Miozäns (Tortonium, 11,608–7,246 Millionen Jahre) gab es in Südamerika eine außerordentliche Vielfalt an Krokodilomorphen. Diese außerordentliche Blüte an Riesenreptilien hat ungeklärte Ursachen und ist möglicherweise auf frei gewordene ökologische Nischen in Feuchtgebieten, die diese Riesen einnahmen, oder auf eine klimatische/evolutionäre Begünstigung von wechselwarmen Tieren zurückzuführen. Die Entwicklung eines filtrierenden Krokodiliers war ein endender Seitenzweig der Evolution, stellt aber doch einen Beleg für den erstaunlichen Erfolg und die Anpassungsfähigkeit dieser Reptilien dar.
Die Zeitgenossen Mourasuchus, Purussaurus und Gryposuchus stellten mit großer Sicherheit keine direkten Nahrungskonkurrenten dar, da sich Gryposuchus auf eine piscivore Ernährungsweise und Purussaurus wohl hauptsächlich auf große Beutetiere einstellte.

## Arten
Die Typusart der Gattung Mourasuchus ist M. amazonensis, die 1964 beschrieben wurde. Eine andere Art, M. atopus, wurde Mourasuchus zugeschrieben, nachdem sie zuerst 1965 einer anderen Gattung (Nettosuchus) zugeordnet wurde. Die letztere Art hat einen längeren und dünneren Schädel als die Typusart. Drei weitere Arten wurde erst später beschrieben: M. arendsi Bocquentin-Villanueva, 1984, M. nativus Gasparini, 1985 und M. pattersoni Cidade et al., 2017.